# Darlees Rig
Darlees Rig är en kulle i Storbritannien.   Den ligger i kommunen South Lanarkshire och riksdelen Skottland, i den centrala delen av landet, 500 km norr om huvudstaden London. Toppen på Darlees Rig är 448 meter över havet, eller 89 meter över den omgivande terrängen. Bredden vid basen är 2,8 km.
Terrängen runt Darlees Rig är platt västerut, men österut är den kuperad.Runt Darlees Rig är det ganska glesbefolkat, med 22 invånare per kvadratkilometer. Närmaste större samhälle är Livingston, 15,7 km norr om Darlees Rig. Trakten runt Darlees Rig består i huvudsak av gräsmarker.